# Anton Mitow
Anton Mitow (ur. 1 kwietnia 1862 w Starej Zagorze, zm. 20 sierpnia 1930 w Sofii) – bułgarski malarz. Jeden z najwybitniejszych reprezentantów realizmu w Bułgarii.

## Życiorys
W latach 1881 – 1885 studiował w akademii sztuk pięknych we Florencji. Po powrocie do kraju zajmował się publicystyką, prowadził wykłady z historii sztuki w akademii sztuk pięknych z Sofii. Tworzył w plenerze, operując świetlistą paletą. Malował głównie sceny rodzajowe (Grupa chłopów z targu, Sprzedawca lemoniady na starozagorskim bazarze, Żyd na sofijskim targu, Sprzedawczynie sit), portrety (Portret Iwana Mrkwiczki) i pejzaże.